# 幻影 (フォーレ)

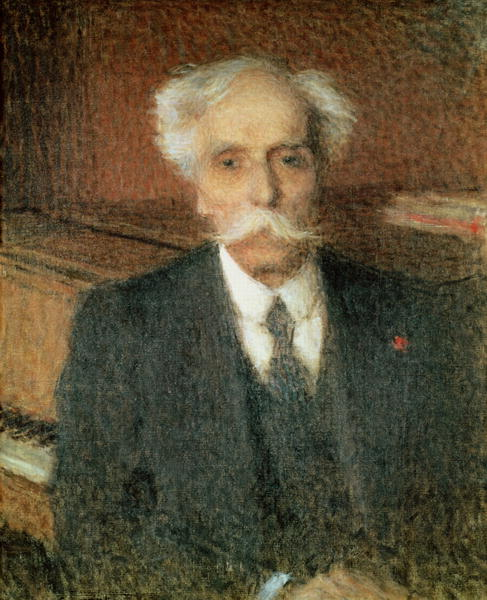
フォーレ

『幻影』（げんえい、フランス語: Mirages ）作品113は、ガブリエル・フォーレが1919年に作曲した4つの歌曲からなる歌曲集（連作歌曲）である。ルネ・ド・ブリモン男爵夫人の同名の詩集『幻影』（1919年）を基に作曲された。『蜃気楼』と表記される場合もある。

## 概要
1919年以降の夏の休暇はサヴォワ地方の町アヌシー郊外の村アヌシー＝ル＝ヴューで過ごすことになる。その最初の夏にこの地で『幻影』を作曲した。ルネ・ド・ブリモン男爵夫人の原作は同年1月31日に出版されたのであって、半年後に作曲取りかかったのである。フォーレは彼自身が〈肉体と魂から出る声の持ち主〉と絶賛していたマドレーヌ・グレイのために書いたのである。初演も彼女が同年12月27日に国民音楽協会にて、フォーレの伴奏によって行われた。また、本作はアノトー夫人に献呈されている。
ネクトゥーによれば、フォーレは恐らく多くの詩集や詩の小冊子を通して、気に入らない詩に目を通すのにうんざりしていたこともあり、生気はないもののしなやかなルネ・ド・ブリモン男爵夫人の詩と、その詩が暗示する官能的で曖昧なイメージに魅了されたのであろう。もっとも、このような魅力があったものの、フォーレは曲の長さの面から、また彼女好みのあまりにも執拗な詩句を制限しなければならなかったことから、かなり大幅な削除に踏み切らねばならなかった。とはいえ、重要なこととして、次の2点は抑えておく必要がある。即ち、彼女が音楽家に4つの精妙な曲の想を与えたことは紛れもない事実であること、そして彼女が自分のささやかな詩はフォーレのお陰で、永遠の生命が与えられたのだと十分認識していたということである。

## 音楽的特徴

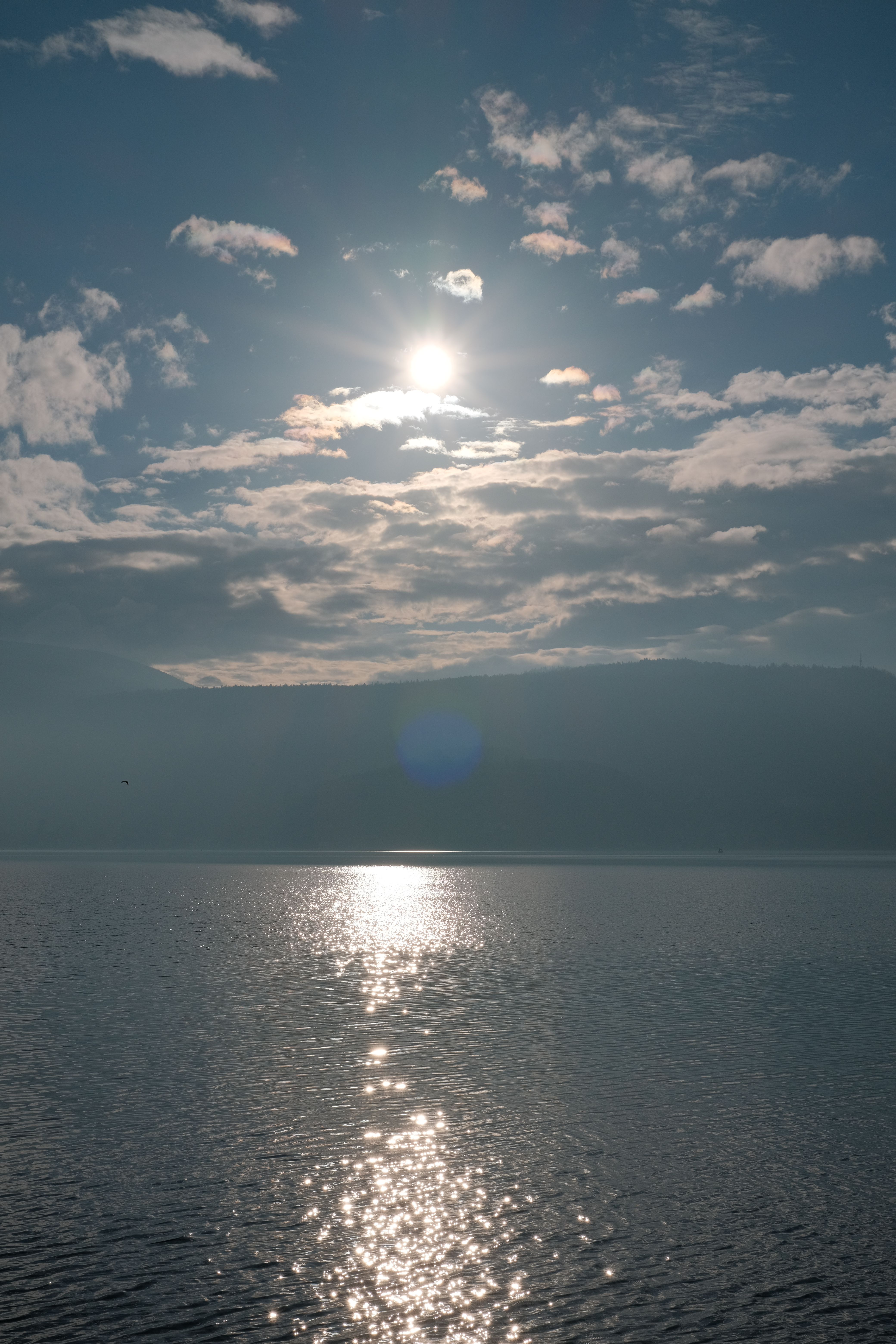
フォーレが滞在したアヌシー＝ル＝ヴューからのアヌシー湖

ネクトゥーによれば、本作はフォーレの作品の中でも特別な位置を占めている。音楽家が〈パルラール・カンタンド〉の様式をこれほどまでに徹底して用いたことは、恐らくこれまでに一度もなかったであろう。3つの夜を思わせる歌曲の声部は才気溢れる朗唱であるばかりか、あたかも、もっと語りに近い朗詠とも分析できるのである。それほどまでに、ここでの旋律の抑揚は平坦なのである。
ヴュイエルモースによれば、本作は20ページの短いか曲だが、香炉から匂いの立ち上がるように目には見えないが、熱い心を燃え尽きさせ、煙の渦をゆっくりとくゆらせる。この逆説的な誘惑を理解するためにほとんどの部分が重複なしの三声部または四声部で書かれたこの控え目な和声進行を、極めて綿密に調べなければならない。この書法は本質的に知能的な書法である。それは、暗示や巧みな見せかけ、意味の置き換えなどによって進行する。期待する音符は身を潜め、精妙な掛留がその隠された箇所を知らせる。そして、それを捉えたと信じたとき、解決されない装飾音が、既にそれを他の和声の方向へと運び去っている。これらの和声は張り合いのないくらいにたやすく変形されている。すべてはまったく気ままとしか思えない稀に見るような不協和音に満たされており、それらはカメレオンのように色彩を変化する。そして、この知的な遊戯の中には、気高さを形作る絶対に真似のできない容易さと論理とが支配しているのであり、そこではこの魂を奪うような書法にもかかわらず、決して思索が犠牲にされてはいない。

## 楽曲構成

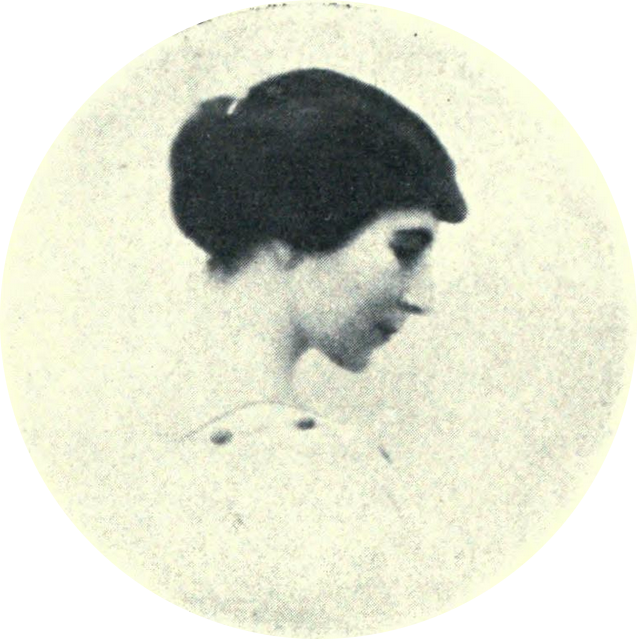
ルネ・ド・ブリモン男爵夫人

- 第1曲 水に浮かぶ白鳥、"Cygne sur l'eau"、アンダンティーノ、ヘ長調

- 第2曲 水に映る影、"Reflets dans l'eau"、クワジ・アダージョ、変ロ長調

- 第3曲 夜の庭、"Jardin nocturne"、アンダンティーノ、変ホ長調

- 第4曲 踊り子、"Danseuse"、アンダンティーノ、ニ短調

## 楽曲分析
ジャンケレヴィッチの分析を要約すれば、本作はフラットの調でまとまった、極めて説得力のある調子を持つ4つの緩やかな歌からなる連作歌曲である。第1曲の『水の上の白鳥』は3つの異なった楽想に基づいて構成されており、第1のものが他の2つを囲んでいる。まず、初めに穏やかな歌が、一種の内声部として右手に重ねられ、いかにも変格旋法風なカデンツァを横切って行く。第2の楽想をなすのは、16分音符のリズムである。この動きは白鳥が睡蓮をわずかにかすめつつ水面を穏やかに滑り進む様子を喚起する。第2曲の『水に映る影』は『水の上の白鳥』と同様に流れるさまを歌った詩である。フォーレはドビュッシーと異なり、流れに伴うある種の持続性と水の内的な鼓動のようなものを感じとるのである。『水に映る影』が流れる要素を歌った詩であるのなら、第3曲の『夜の庭』は薄暗がりと密やかさについての詩である。ここで音楽は〈密やかに〉歌い、曲全体を月の光さながらにしている曖昧なバス声部に支えられている。真夜中に芳しい息吹だけが、メロディに溢れたバラの園に活気をもたらすのである。第4曲の『踊り子』はリズムへの固執を表す。流動性を歌った詩に続いて、今度は造形的なイメージが現れる。今や、舞踏の明快なイメージが愛に満ちた暗がりからも、流動する詩からも解放される。『踊り子』は音楽家がより華々しくあろうと欲したならばできたはずの優れた舞踏音楽を書くこともできたであろう。しかし、彼はそのようなことをせず、そっと語っているのである。というのも、『幻影』における〈踊り子〉は夢幻的なものであるからだ。

## 演奏時間
約13分。